# Central geotermoeléctrica de Reykjanes
La central geotermoeléctrica de Reykjanes (en islandés: Reykjanesvirkjun) es una central geotérmica ubicada en la península Reykjanes en la Región Suðurnes, al sudoeste de Islandia.
Desde 2012, la central termoeléctrica genera 100MWe, utilizados principalmente por la planta de aluminio Norðurál cerca de Akranes a partir de dos turbinas de 50MWe, usando vapor y salmuera de un depósito a 290 - 320 °C, que se extrae de 12 pozos que tienen una profundidad de 2700m, a esta profundidad, el flujo del vapor es de unos  800 kg s−1. Esta es la primera vez que se utiliza vapor geotérmico de tan alta temperatura para la generación eléctrica. 
La central eléctrica está abierta al público y alberga la exposición interpretativa Power Plant Earth.

## Historia
El estudio de la posibilidad de construir la planta de energía comenzó en 1997, con la primera perforación en 1998. El objetivo inicial de la planta de energía era proporcionar vapor para una futura planta de magnesio. Sin embargo, el proyecto no se consolidó y la empresa de energía Hitaveita Suðurnesja consideró la posibilidad de producir electricidad para ampliar la planta de aluminio Norðurál. En octubre de 2003, el contrato se firmó entre Hitaveita Suðurnesja, Orkuveita Reykjavíkur y Norðurál. La construcción de la planta comenzó en 2004 y se completó en 2006.

## Galería

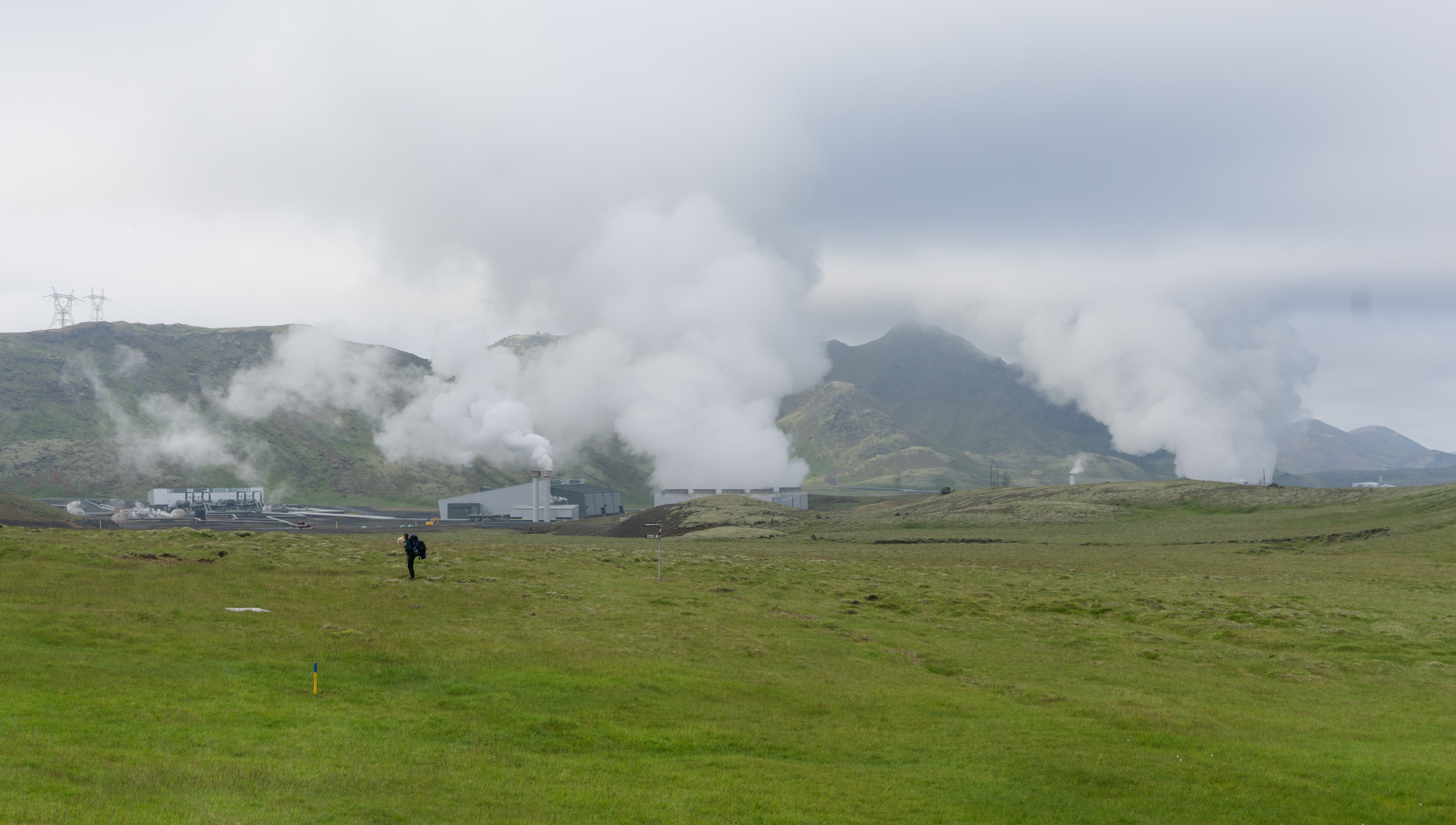
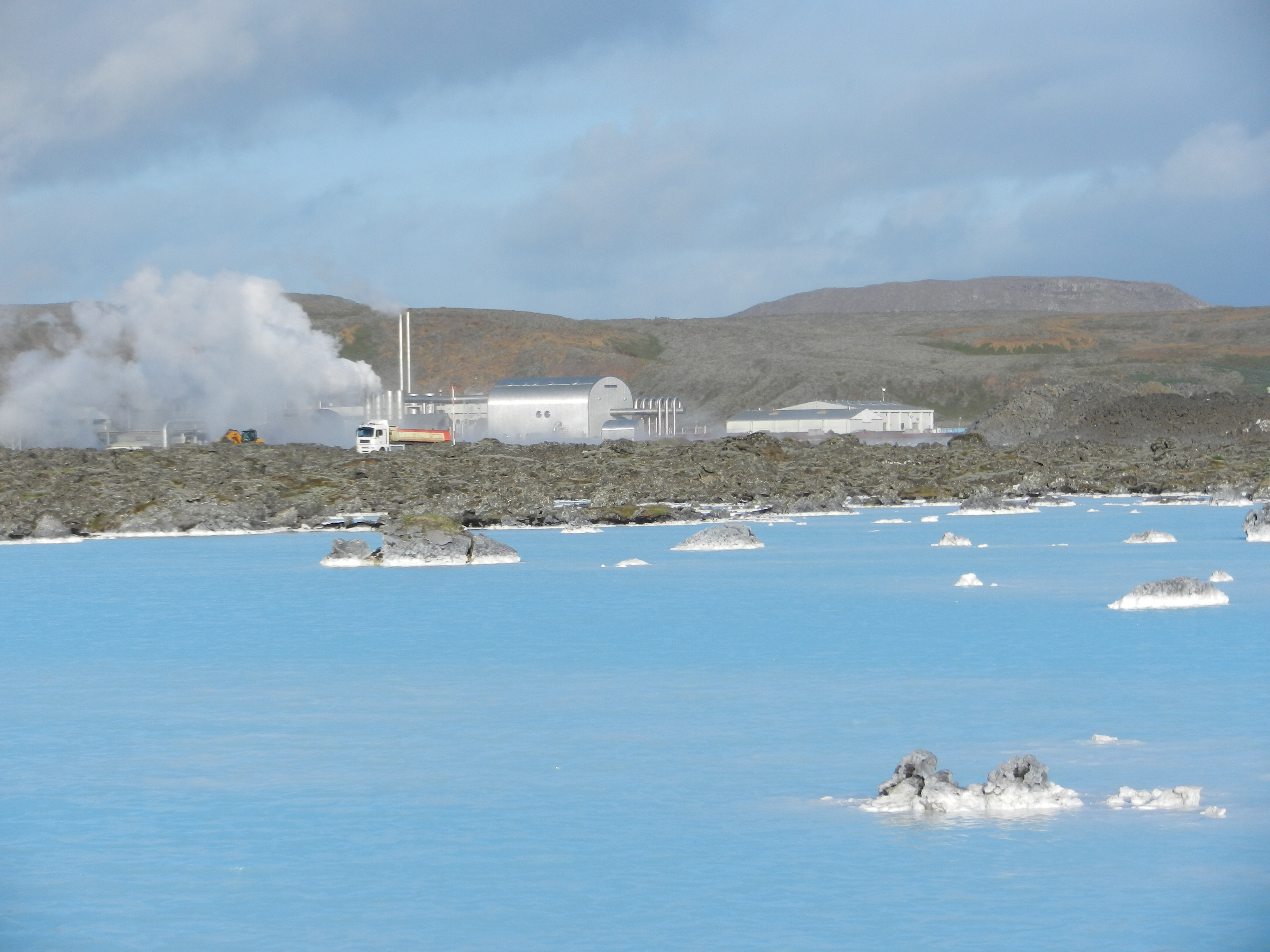
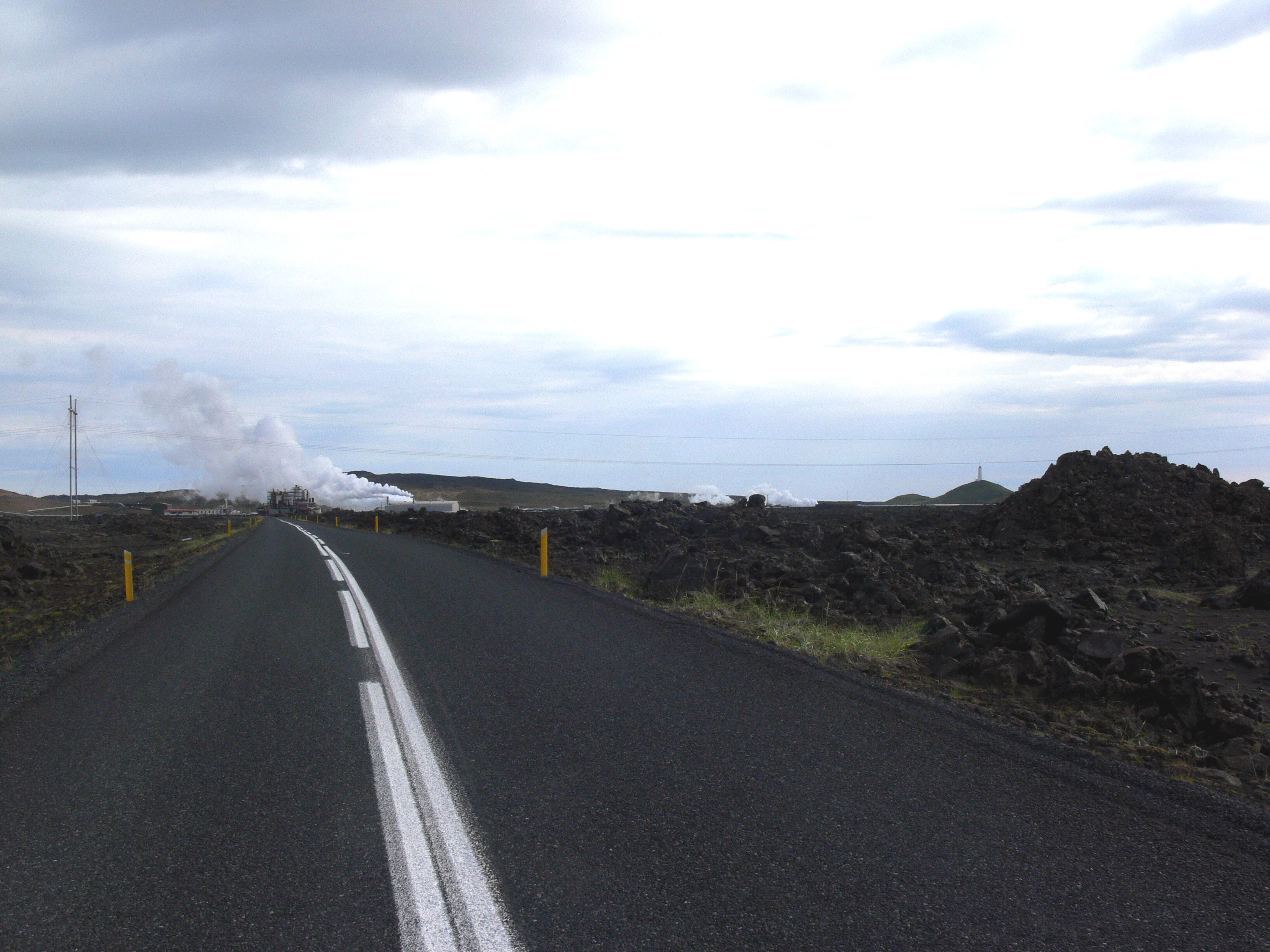
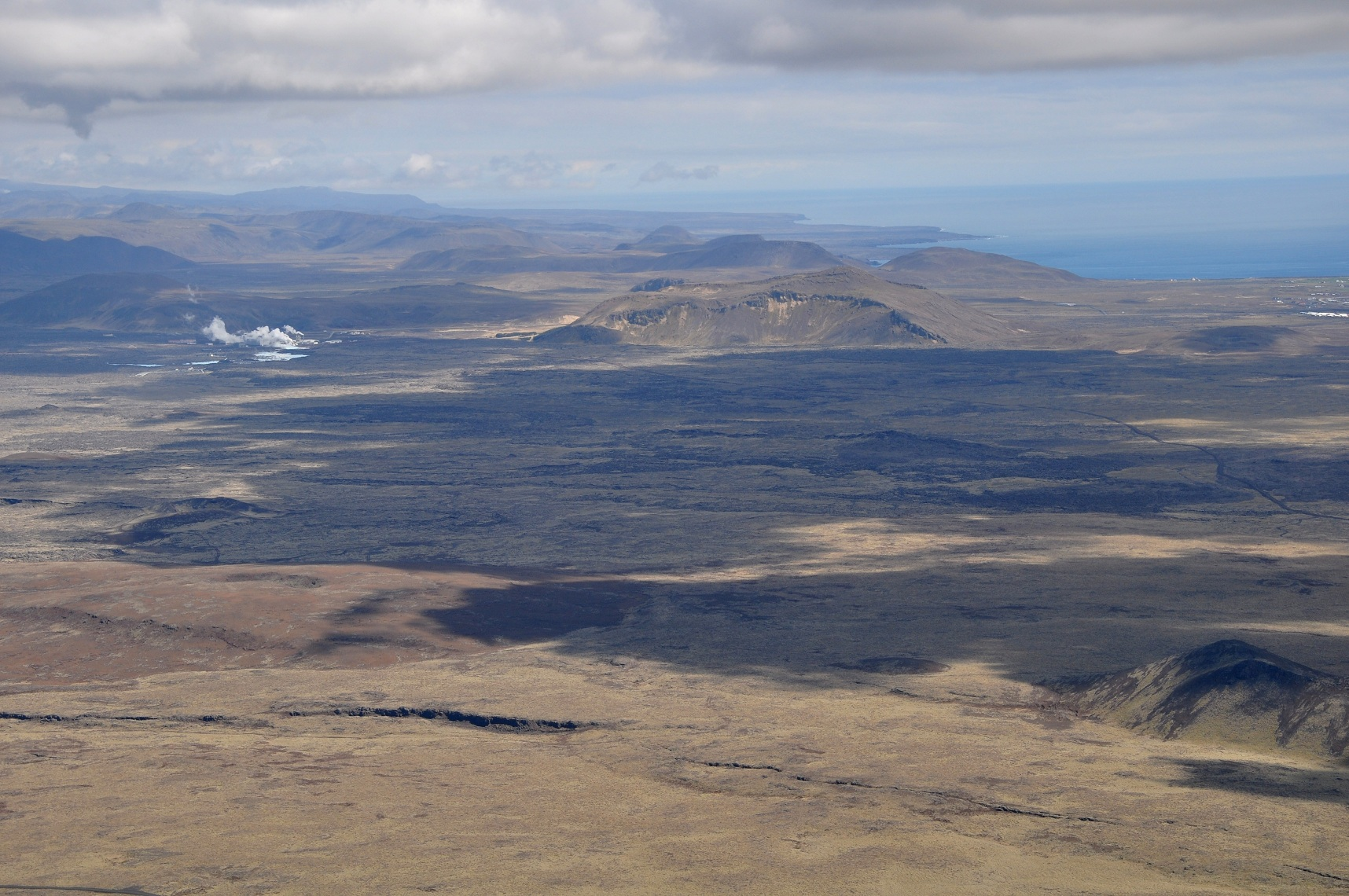